# 拜城镇
拜城镇，是中华人民共和国新疆维吾尔自治区阿克苏地区拜城县下辖的一个乡镇级行政单位。 区域面积124.63平方千米。

## 行政区划
拜城镇下辖以下地区：代码 652926100　辖9个社区、5个村委会：奥依巴扎社区、热斯坦社区、新苑社区、英巴扎社区、北大桥社区、铁提尔社区、花园社区、协里克买里社区、肯迪克墩社区、蔬菜村、肯迪克墩村、协里克买里村、铁提尔村、吐孜贝希村。拜城镇是拜城县党政机关驻地，是全县政治、经济、文化的中心。